# Amygdalodon patagonicus

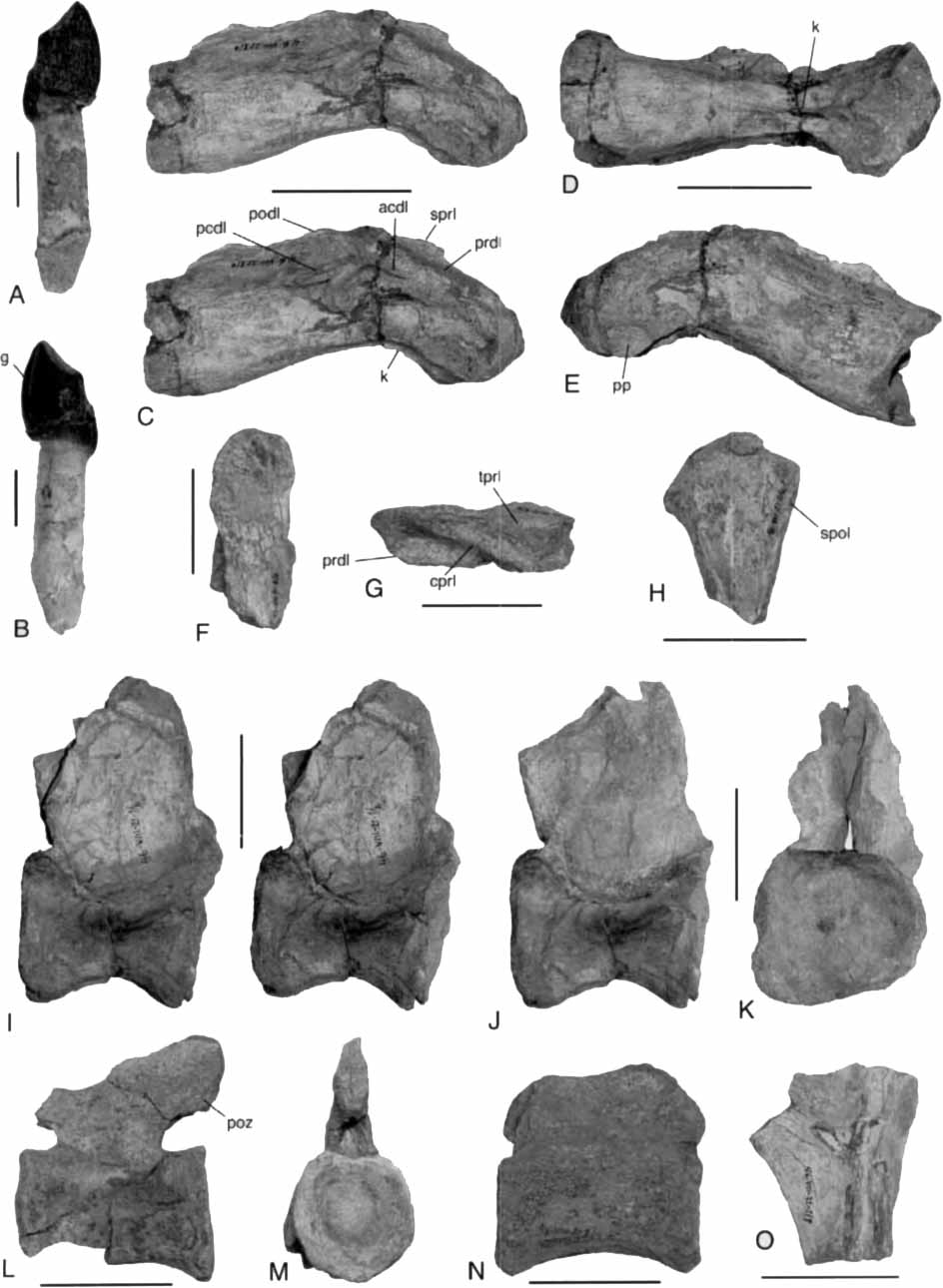
Espécimen holotipo: (A, B) Diente, (C, D, E) Vértebra cervical, (F, G) Prezigapófisis cervical derecha, (H) Espina neural dorsal anterior. Y espécimen lectotipo: (I, J, K) Vértebra dorsal posterior, (L, M) Vértebra caudal, (N) Vértebra caudal, (O) Fragmento proximal de una costilla dorsal.

Amygdalodon patagonicus (gr. “diente en almendra patagónico”) es la única especie conocida del género extinto Amygdalodon de dinosaurio saurópodo eusauropodo que vivió a mediados del período Jurásico, hace aproximadamente 180 a 171 millones de años, desde el Toarciense hasta el Aaleniense, en lo que hoy es Argentina. Amygdalodon fue un saurópodo basal de gran tamaño, llegó a medir 15 metros de largo y 4 de alto y  a pesar más de toneladas. Tenía un cuerpo robusto que era soportado por cuatro sólidas patas, una larga cola y cuello rematado por una pequeña cabeza. Tenía dientes en forma de almendra, de donde proviene su nombre, están comprimidos lateralmente y ligeramente curvados hacia adentro. Es considerado un Cetiosauridae debido a particularidades en las vértebras que solo poseen depresiones laterales simples.
Sus restos fueron encontrados en la Provincia del Chubut, al este de la localidad de Sierra de Pampa de Agnía, en Patagonia Argentina. Pertenece a los sedimentos de la Formación Cerro Carnerero. Se encontraron al menos 2 ejemplares y posiblemente otro más de lo que se recuperaron dientes, vértebras cervicales, dorsales y caudales, costillas, parte distal de la tibia y pubis casi completo. Fue descrito por Cabrera en 1947, los fósiles se catalogan Núm. 46-VIII-21-1 del Departamento de Paleozoología, Vertebrados, del Museo de La Plata y fueron donados por la Dirección General de Yacimientos Petrolíferos Fiscales.
La morfología de los dientes, que se caracterizan por su forma espatulada y ausencia de dentículos en sus coronas. En el esmalte se observa un patrón de ornamentación autapomórfico formado por pequeñas fosas circulares alineadas desde la punta a la base, que frecuentemente se observan unidas por surcos continuos. Los dientes gastados muestran largas facetas de desgaste que se extienden solamente en uno de los bordes de la corona. Esta combinación única de caracteres permite identificar a Amygdalodon como un género separado. En base al análisis filogenético realizado, es interpretado como un saurópodo no-eusaurópodo. Así la presencia de caracteres dentales derivados presentes en los dientes de este taxón, como por ejemplo la presencia de oclusión corona-corona o la presencia de surcos bucales y linguales, muestra que algunos caracteres previamente interpretados como vistos solamente en Eusauropoda habrían aparecido más temprano en la evolución de los saurópodos. Sin embargo, debido a lo fragmentario del material disponible, posiciones alternativas que ubican a Amygdalodon dentro de Eusauropoda. Todo el material que originalmente se refería a esta especie representa no-neosaurópodos eusaurópodos muy basales. Amygdalodon es la única evidencia en América del Sur para un probable saurópodo eusaurópodo basal temprano a principios del Jurásico Medio mostrando dispersión mundial.